# Кушнір Анастасія Валентинівна
Анастасія Валентинівна Кушнір — майор медичної служби Командування медичних сил Збройних сил України, учасниця російсько-української війни, що відзначилася у ході російського вторгнення в Україну. Начальник терапевтичного відділення Запорізького військового госпіталю. 
В Збройних Силах України з перших днів війни. 24.02.2022 року добровільно звернулась в ТЦК, звідки була скерована на попереднє місце служби. Незадумуючись про наслідки для власного життя, виконувала накази та розпорядження начальства щодо забезпечення медичної допомоги в підрозділах, які постійно піддавались ворожим обстрілам.

## Нагороди
- орден «За мужність» III ступеня (2022) — за особисту мужність і самовіддані дії, виявлені у захисті державного суверенітету та територіальної цілісності України, вірність військовій присязі [1][2][3].
- медаль “За військову службу Україні” [4]
- Відзнака Президента України «За оборону України»
- Відзнака Міністерства оборони України «Хрест медичних сил»
- "Хрест турботи" – відзнака Запорізького військового госпіталю.